# Sant Andreu de Tresponts
Sant Andreu de Tresponts és un antic monestir benedictí que estava situat a Fígols i Alinyà (Alt Urgell), concretament al congost de Tresponts, a la llera esquerra del riu Segre,
Funcionava el 839, amb el nom Sant Iscle de Centelles, i entrà en decadència a principi del segle x i el 973 es reedificà completament. Tornà a entrar en decadència el 1075 i el 1079 passà a ser un priorat del Monestir de Ripoll. Al segle xvi l'edifici estava en runes.
Se'n troben les escasses restes als fonaments de la masia dita el Monestir.